# Лозоватська волость (Олександрійський повіт)
Лозуватська волость — історична адміністративно-територіальна одиниця Олександрійського повіту Херсонської губернії.
Станом на 1886 рік складалася з 33 поселень у 24 сільських громадах. Населення — 2122 особи (1056 чоловічої статі та 1066 — жіночої), 359 дворових господарств.
|                     | Площа, десятин | У тому числі орної, дес. |
| ------------------- | -------------- | ------------------------ |
| Сільських громад    | 3771           | 3278                     |
| Приватної власності | 8424           | 7800                     |
| Казенної власності  | —              | —                        |
| Іншої власності     | 138            | 129                      |
| Загалом             | 12333          | 11207                    |

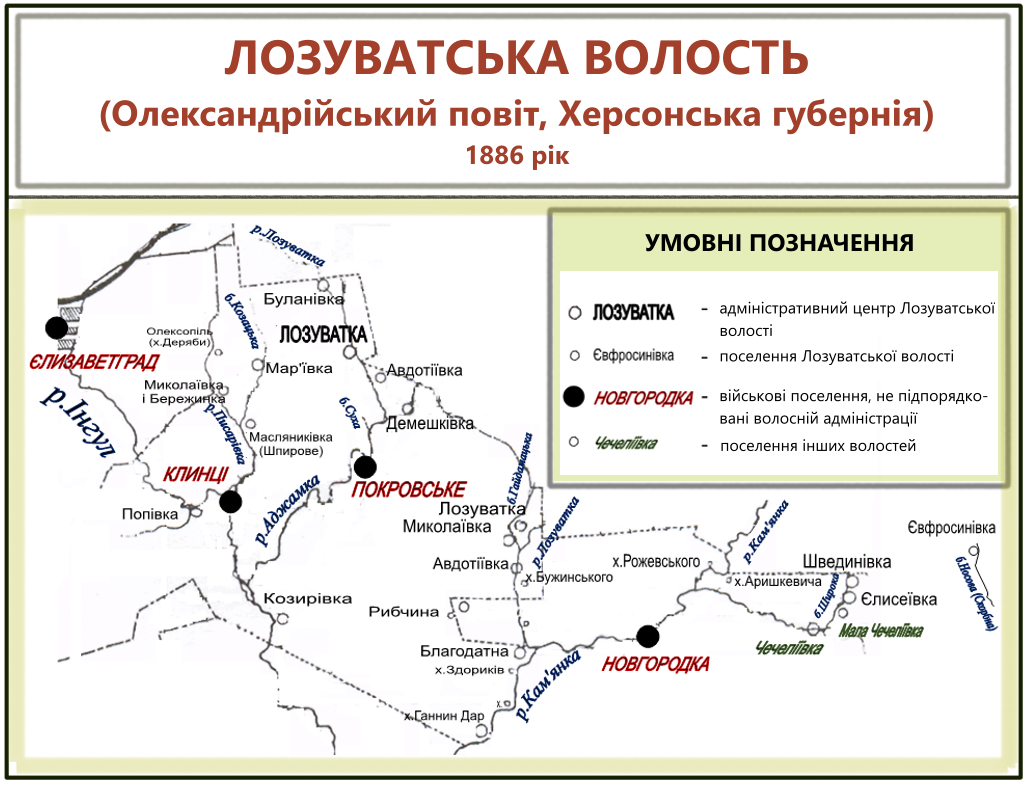
Карта-схема Лозуватської волості (Олександрійський повіт, Херсонська губернія), 1886 рік.

Волосний центр Лозуватка (Різанова) — село при річці Лозуватка. 1886 року у поселенні налічували 407 осіб, 68 хат та 3 доми на 66 домогосподарств, волосна управа, 2 вітряки, 1 магазин, 77 господарських побудов, 2 ставки, 6 колодязів.
Найбільші поселення волості: Козирівка (село при річці Інгул, 663 особи), волосний центр Лозуватка (село при річці Лозуватка, 407 осіб), Миколаївка (село при річці Писарівка, 388 осіб), Миколаївка (село при балці Гайдамацькій, 216 осіб).
Поселення Лозуватської волості із зазначенням кількості осіб чоловічої та жіночої статі:
1. сільце Лозуватка (Різанова) - 228/179,
2. сільце Ганнівка (Буланівка, Петковича) - 73/64,
3. сільце Мар'ївка - 51/48,
4. сільце Єфросиніївка (Колесникова) - 13/8,
5. сільце Єлисіївка (Чечелівка) - 26/22,
6. сільце Швединівка і хутори Аришкевича (Маріє-Миколаївський), Рожевського - 16/16,
7. сільце Благодатне (Діївка) - 25/27,
8. хутір Ганнин Дар (Висоцького, Фірсова), Рибчин (Філіп'єва) і Здориків (Діївський) - 63/34,
9. сільце Попівка (Саринкова, Сарепівка) - 92/95,
10. сільце Козирівка (Лагунова) - 348/315,
11. сільце Лозуватка (Бережинка, Хвостова) - 83/70,
12. сільце Миколаївка (Бережинка, Левицького) - 114/102,
13. сільце Миколаївка (Лазаревича) - 194/194,
14. хутір Алексопіль (Дерябівка) та сільце Масляниківка (Шпирівка) - 17/47,
15. сільце Авдотіївка із хуторів Авдотіївки, Демешка і Панченка - 5/4,
16. хутір Чабаник (Репецького) - 5/2,
17. хутір Газель (Олександрівка, Боровського) - 3/7,
18. сільце Демешкове з хуторами Петрова та Мальчевських - 10/13,
19. хутір Іванівка - 15/16,
20. хутір Петрівка - 18/17,
21. хутір Павлівка (Криворукина) - 14/6,
22. хутір Авдотіївка (Венедиктівка) - 38/33,
23. хутір Бужинського (Миколаївський) - 10/11,
24. хутір Юрченка 1/1.

Лозуватська волость входила до таких дач: Покровська №32, Інгульо-Кам'янська №33, Новгородківська №34 та Верблюзька №35.
На початку 1890-х років волость ліквідовано, територія увійшла до складу новоутвореної Покровської волості.